# Uship
uShip.com ist eine Online-Frachtbörse für Transportdienstleistungen. Privathaushalte wie auch Unternehmen können Gegenstände verschiedenster Kategorien, wie z. B. Autos, Boote oder schwere Industriegeräte, die transportiert werden sollen, auf uShip einstellen. Speditionen haben dann die Möglichkeit, Gebote für diese Gegenstände abzugeben. Das Unternehmen arbeitet mit einem Feedback-Bewertungssystem für beide Parteien – für Speditionen wie auch für Versandkunden. Dieses ähnelt dem Bewertungssystem von eBay.
Für einige Kategorien, wozu Boote, Autos und LTL-Frachten gehören, werden bereits vorab Transportgebote angezeigt, die aus verschiedenen Quellen stammen. Basierend auf diesen fixen Angeboten können Versandkunden ihren Transportauftrag direkt buchen oder optional auf Gebote von Speditionen warten.
Der Prozess ist dem eBay „sofort kaufen“ Werkzeug ähnlich. Das angebotene Rückwärtsauktions-Format der Seite hat zum Ziel, Transportkosten zu senken, indem Spediteure auch unterwegs Transportaufträge finden und dadurch freie Kapazitäten füllen können.

## Geschichte
CEO und Gründer Matthew Chasen hatte im Jahr 2001 erstmals die Idee, uShip zu gründen. Die Idee resultierte daraus, dass seine Mutter Schwierigkeiten hatte, einen Spediteur für den Transport ihrer Kommode zu finden. Als er mit einem halbleeren LKW zu einem späteren Zeitpunkt in dem Jahr zur Universität fuhr, wurde ihm klar, dass er die freien Kapazitäten in seinem Transporter mit Gegenständen von anderen Menschen füllen könnte, die noch einen Spediteur suchen und dessen Auftrag auf einer ähnlichen Route liegt (ibid).
Matt Chasen reichte über seine Universität in Austin, Texas seine Idee von uShip verschiedenen Business-Wettbewerben ein, gewann den ersten Platz der Universität von Nord Texas und wurde Sieger des Venture Labs Investments Wettbewerbs im Jahr 2004.
Kurz darauf wurde uship.com gestartet und erhielt eine Finanzierung vom Benchmark Kapital im Jahr 2005.

## Partnerschaften
Im Jahr 2009 ging uShip eine Partnerschaft mit Ritchie Bros. Auctioneers ein – das weltweit größte Auktionshaus für schwere Geräte.
Eine Partnerschaft mit TerraPass ermöglicht uShip, den monatlichen CO2-Ausstoß von Spediteuren zu kalkulieren, die an diesem Programm teilnehmen.
Das Unternehmen wurde im Jahr 2012 in der Reality Show Die Transporter – Let’s move it des A&E Network integriert. Unabhängige Trucker haben die Chance, auf ungewöhnliche Transportaufträge zu bieten und diese zu gewinnen.

## Empfehlungen
1. ↑  Mylene Mangalindan: Consumers Buy Furniture, Even Refrigerators on the Internet. Wall Street Journal, 23. März 2003, archiviert vom Original am 7. Januar 2009; abgerufen am 12. März 2014.
2. ↑  Alles über uShip.com. Abgerufen am 8. Mai 2009.
3. ↑  The Superbowl of World Business Plan Competition. 1. Juli 2004, archiviert vom Original am 7. März 2012; abgerufen am 8. Mai 2009.
4. ↑  Greenwood Giselle: Online shipping startup receives funding. Austin Business Journal, 24. Juni 2005, abgerufen am 8. Mai 2009.
5. ↑  Collin Dunn: TerraPass Partners with uShip to Offer "Carbon Balanced Shipping". 'TreeHugger', 17. Januar 2007, abgerufen am 8. Mai 2009.